# シルヴェストル・ンティバントゥンガニャ
シルヴェストル・ンティバントゥンガニャ（Sylvestre Ntibantunganya、1956年5月8日 - ）は、ブルンジの政治家。フツ人。1994年4月6日から1996年7月25日まで、ブルンジの大統領を務めた。
ンティバントゥンガニャは1956年5月8日にギテガ県のギスビに生まれ、フツ族の政党であるブルンジ民主戦線に所属する政治家となり、1993年には外務大臣に就任していた。その後、シプリアン・ンタリャミラ大統領の下で国会議長となったが、ンタリャミラが1994年4月6日にルワンダのキガリ空港で乗っていた飛行機が撃墜され死亡する（ハビャリマナとンタリャミラ両大統領暗殺事件）と、憲法の規定により暫定大統領となり、同年10月には正式に大統領となった。
ンティバントゥンガニャは大統領に就任すると首相にツチ人政党・民族進歩連合のアナトール・カニェンキコを起用しツチ・フツ両民族の融和を図ったが、多数派を占めるフツと少数だが軍を握るツチとの融和は成功せず、ルワンダ内戦の影響も受けて国内情勢は不安定なままとなった。
1996年7月24日、元大統領ピエール・ブヨヤらによるクーデター計画を知ったンティバントゥンガニャはアメリカ大使館へと逃れ、翌日クーデターは成功してンティバントゥンガニャは政権を失った。しかし現行のブルンジ憲法では、大統領経験者に終身上院議員となる資格が与えられており、ンティバントゥンガニャもその1人となって、政界との一定の結び付きを保っている。